# Чемпіонат Волині з хокею
Поряд з провідними хокейними регіональними чемпіонатами Буковини та Галичини, в довоєнний період проводилась також хокейна першість Волині, яка на той час входила до складу Другої Речі Посполитої.

## Історія
У Рівному хокей мав значно більшу популярність, ніж у Луцьку чи Ковелі. Рівненські спортсмени не могли складати гідної конкуренції галичанам або полякам. Проте змагання в регіоні відбувалися, і мали окрему від галицького хокею класифікацію.
Однією з перших рівненських хокейних команд була команда юдейського клубу спортового «Гасмонея». У 1932 році правління спортивного товариства уклало з володарем Рівного князем Любомирським довголітній контракт на землю для побудови стадіону. Оскільки місцевість поблизу старого князівського маєтку була болотистою, то її частково осушили, а там, де цього зробити забракло коштів, через болото до стадіону проклали широку доріжку. До створення стадіону долучилося усе єврейське населення міста, допомагав частково коштами й магістрат. Стадіон мав трибуну на кілька тисяч глядачів. Взимку поле заливали водою, утворюючи ковзанку.
Невдовзі у Рівному клубів стало декілька, і у лютому 1933 року чемпіон Польщі-33 львівські «Чарні» прибув на Волинь аби провести матчі з місцевими хокеїстами. 11 та 12 лютого львів'яни провели по дві зустрічі за один день із клубами Волинського Клубу Спортового та «Погонню». Хокеїсти «Чарні» обіграли перших (13:0 і 18:1) та других (13:0 і 19:0).

### Чемпіонат Волині з хокею 1933 року
4-5 березня того ж року чотири рівненські клуби розіграли свій перший чемпіонат (який мав назву Чемпіонат Волині). В півфіналах «Поліційний Клуб Спортовий» переміг ВКС, а «Погонь» здолала «Хакоах» 14:0.
Матч за III третє місце ВКС — «Хакоах» закінчився з рахунком 5:0, а чемпіоном стала «Погонь», що обіграла «Поліційний КС» 3:0.
| Місце | Команда               | І | В | Н | П | Ш         | О |
| ----- | --------------------- | - | - | - | - | --------- | - |
| 1     | «Погонь» Рівне        | 2 | 2 | 0 | 0 | 17-0      | 4 |
| 2     | «Поліційний КС» Рівне | 2 | 1 | 0 | 1 | 0(?)-3(?) | 2 |
| 3     | ВКС Рівне             | 2 | 1 | 0 | 1 | 5(?)-0(?) | 2 |
| 4     | «Хакоах» Рівне        | 2 | 0 | 0 | 2 | 0-19      | 0 |

### Чемпіонат Волині з хокею 1934 року
Наступного сезону в розіграші першості Волинського воєводства взяло участь три колективи.
Спочатку «Погонь» перемогла ВКС 3:1. У другому турі вона ж одержала технічну перемогу 5:0 над «Поліційним КС» (ставши чемпіоном вдруге поспіль). А заключний матч першості між ВКС та «Поліційним КС», що проходив у впертій боротьбі, приніс перемогу першому з них із рахунком 6:4.
| Місце | Команда               | І | В | Н | П | Ш    | О |
| ----- | --------------------- | - | - | - | - | ---- | - |
| 1     | «Погонь» Рівне        | 2 | 2 | 0 | 0 | 8-1  | 4 |
| 2     | ВКС Рівне             | 2 | 1 | 0 | 1 | 7-7  | 2 |
| 3     | «Поліційний КС» Рівне | 2 | 0 | 0 | 0 | 4-11 | 0 |

## Призери змагань
| Сезон | Чемпіон        | Срібний призер        | Брозовий призер       |
| ----- | -------------- | --------------------- | --------------------- |
| 1933  | «Погонь» Рівне | «Поліційний КС» Рівне | ВКС Рівне             |
| 1934  | «Погонь» Рівне | ВКС Рівне             | «Поліційний КС» Рівне |

Стосовно активности волинян на хокейній арені з 1935 по 1940 роки, то відомостей ще не знайдено.
У лютому 1941 року збірні команди Рівного та Луцька взяли участь у розіграші першого чемпіонату України з хокею.